# Balsemzilverspar
De balsemzilverspar (Abies balsamea) is een boom uit de dennenfamilie (Pinaceae).
De boom kenmerkt zich door een smalle stam met een gepunte kegelvormige kroon. Hij wordt 15 à 25 meter hoog. De schors van deze zilverspar is heldergrijs en vertoont harsblazen. De jonge bomen hebben een gladde schors, bij oudere bomen is deze echter gegroefd. De takken zijn askleurig en donzig. De naalden zijn 15 tot 25 mm lang en donkergroen. Ze bovenste naalden staan loodrecht ingeplant, de onderste borstelvormig gerond. De knoppen zijn roodachtig en erg kleverig door de hars en de mannelijke katjes zijn geel of rood. De kegels zijn 4 tot 7  cm lang en hebben een purperpaars tot groenpaarse kleur, later worden ze bruin. De zaden ten slotte hebben een lange vleugel met een fijne structuur.

## Voorkomen
Hij komt voor in het grootste deel van het oosten en midden van Canada en het noordoosten van de Verenigde Staten. Hiermee heeft hij een van de uitgebreidste verspreidingsgebieden van alle zilversparren. De boom komt gemengd voor met onder andere de dennensoorten witte spar  (Picea glauca) en zwarte spar (Picea mariana), de westerse levensboom (Thuja occidentalis), de suikeresdoorn (Acer saccharum) en de papierberk (Betula papyrifera).
De balsemzilverspar groeit op vochtige, meestal veenachtige, arme bodems zonder stilstaand water en komt voor tot op een hoogte van 1500 meter hoogte. Omwille van de vochtige omgeving (wat het verrottingsproces bevordert) worden de bomen uit deze soort zelden ouder dan 150 jaar. Omstreeks 1697 werd de soort voor de eerste maal geïmporteerd in Europa en meer bepaald in Groot-Brittannië.

## Toepassingen
- Canadabalsem, bestaande uit 70% hars en 25% vluchtige olie. De balsem wordt verkregen door de harskanalen aan te prikken met een hol buisje waardoor de vloeistof in een hengselpot druipt.

... · 
A. alba (Gewone zilverspar) · 
A. balsamea (Balsemzilverspar) · 
A. cephalonica (Griekse zilverspar) · 
A. cilicica (Syrische zilverspar) · 
A. concolor (Coloradozilverspar) · 
A. fraseri (Fraserspar) · 
A. grandis (Reuzenzilverspar) · 
A. holophylla (Mantsjoerijse zilverspar) · 
A. homolepis (Nikko-zilverspar) · 
A. koreana (Koreaanse zilverspar) · 
A. nephrolepis (Oost-Siberische zilverspar) · 
A. nordmanniana (Kaukasische zilverspar) · 
A. pinsapo (Spaanse zilverspar) · 
A. procera (Edelspar) · 
A. sachalinensis (Sachalin-zilverspar) · 
A. sibirica (Siberische zilverspar) · 
A. veitchii (Japanse zilverspar) · 
...